# NGC 3791
NGC 3791 (również PGC 36156) – galaktyka soczewkowata (S0), znajdująca się w gwiazdozbiorze Pucharu. Odkrył ją William Herschel 22 lutego 1787 roku.